# 洞庭街
洞庭街是中国湖北省武汉市江岸区的一条街道，西南到江汉路，东北到一元路，长3.8公里，与两侧的沿江大道及鄱阳街平行。中间与上海路、南京路、青岛路、天津路、合作路、兰陵路、黎黄陂路、洞庭小路、车站路、蔡锷路等多条街道相交。
洞庭街贯穿原英、俄、法三国租界：
- 从江汉路（原歆生路）到至合作路（原界限路）属于汉口英租界。交汇道路有怡和街（上海路）、阜昌街（南京路）、华昌街（青岛路）、宝顺街（天津路）。
- 从合作路到黎黄陂路（原夷玛街）下首原属汉口俄租界，名鄂哈街[1]，收回后改名两仪街[2]，中间与列尔宾街（兰陵路）、开泰街（三教街、鄱阳街）交汇；
- 再向下到车站路（西北侧为原大法总理克勒满沙街，东南侧为原邦克街、威尔逊路）为俄租界与法租界分界线。交汇道路有领事街（洞庭小路）。
- 从车站路口至一元路（原名皓街）属于汉口法租界，原名吕钦使街[3]，交汇道路有福煦大将军街（蔡锷路）。

1946年元旦，国民政府在收回全部租界后，将上述道路统一命名为洞庭街。
今天，洞庭街两侧仍保留了不少租界时代遗留的欧式建筑。在原英租界内，有中国实业银行（江汉路口）、英商麦加利银行（青岛路口）、平和打包厂（青岛路口）、保安洋行（青岛路口）等。在原俄租界内，有巴公房子（鄱阳街、黎黄陂路口）、信义公所（黎黄陂路口）、俄国巡捕房（黎黄陂路口）、李凡诺夫公馆、俄国领事官邸等。在原法租界内，有法国领事馆、法国领事官邸、英商赞育药房（车站路口）、英商福利公司职员住宅、立兴洋行等。